# Emanuel Jonasson
Johan Emanuel Jonasson est un compositeur et musicien suédois né le 23 février 1886 à Stockholm et mort le 19 octobre 1956 dans la même ville.

## Biographie
Il a commencé sa carrière en tant que musicien militaire. Il est surtout connu pour la composition Gökvalsen (Valse du coucou) (1918) qui est devenu un hit international.